# Воронков, Михаил Иванович
Михаи́л Ива́нович Воронко́в (1893—1973) — государственный деятель и педагог.

## Биография
Родился в селе Нижний Белоомут Зарайского уезда Рязанской губернии в крестьянской семье. Учился в Рязанской учительской семинарии и Московском коммерческом институте. В 1915 году призван в армию, окончил школу прапорщиков. С 1917 года — член РСДРП(б) Рязанского военно-революционного комитета, Рязанского губернского исполнительного комитета, комиссар просвещения. Делегат II Всероссийского съезда Советов рабочих и солдатских депутатов. В 1917—1920 председатель Рязанского губисполкома. Избран депутатом Учредительного собрания от Рязанского избирательного округа по списку № 5 (РСДРП(б)).
Под руководством М. И. Воронкова созданы Рязанский постоянный театр и детская театральная студия. В 1924 году вышел из РКП(б). В 1967 году имя Михаила Воронкова было внесено в Книгу Почёта ветеранов педагогического труда Рязанской области.